# Hieracium crassifoliiforme
Hieracium crassifoliiforme es una especie de planta con flor del género Hieracium, de la familia Asteraceae, orden Asterales.

## Distribución
Hieracium crassifoliiforme se distribuye por Rusia.

## Taxonomía
Fue descrita científicamente por Schljakov. Fue publicada en Fl. Murmansk. Obl. 5: 372, 449 (1966).